# Велика Кахнівка
Велика Кахнівка — залізнична станція Полтавської дирекції залізничних перевезень Південної залізниці. Розташована на одноколійній неелектрифікованої лінії від станції Кременчук у м. Кременчук Полтавської області. Входить до складу Кременчуцького залізничного вузла. Станція обслуговує завод КрАЗ та Кременчуцький колісний завод.